# 田中ひかり
田中 ひかり（たなか ひかり、1996年10月3日 - ）は、日本の女優、タレント。ウィンドー所属。神奈川県出身。愛称はひーこ。

## 来歴
ホリプロ・インプルーブメント・アカデミージュニアクラスに所属し、2004年に芸能界デビュー。同年からBS日テレ『kidsビーンズ』にレギュラー出演するなど、当時は子役として活動していた。
その後は舞台を中心に活動。また、2010年に放送された西友 (SEIYU) の夏ギフト・冬ギフトシリーズCMに3人むすめの1人として出演した。
退所後は時野 光に改名して活動を続けていたが、勉学集中のために一時休業。その後、田中 ひかりと再改名した上で芸能界に復帰した。以後はネット配信番組を中心に活動している。
講談社『FRIDAY』2017年8月11日号で初の水着姿を披露した。掲載当時は東洋英和女学院大学在学中であった。

## 人物
身長は162cm。趣味はダンス。特技は茶道。

## 出演

### 舞台
- 「コシノものがたり」（2005年1月2日 - 28日、明治座） - ミチコ（幼少時代） 役
- 郡司企画「ミュージカル・CHANCE2008」（2008年4月25日 - 26日、セシオン杉並ホール） - 洋子 役
- 郡司企画「ミュージカル・PRESENT2008」（2008年11月23日 - 22日、シアターアプル）
- 郡司企画「モルギアナ姫」（2008年）
- 郡司企画「アリババとモルギアナ王女」（2008年）
- ストレイドッグ「プールサイドストーリー」（2012年7月12日 - 16日、明石スタジオ）
- 喜劇らいぶ「曾我廼家の喜劇」（2015年、アミューズミュージアム）

### テレビドラマ
- 愛の劇場 ママは女医さん（2004年、TBS）
- 藤子・F・不二雄のパラレル・スペース「あいつのタイムマシン」（2008年11月、WOWOW）

### テレビ番組
- kidsビーンズ（2004年4月 - 2005年3月、BS日テレ） - レギュラー
- ハッピー!クラッピー（2007年4月 - 2008年6月、キッズステーション） - ぴかりん 役

### ネット配信番組
- きんよう女子会（2016年11月18日 - 2017年2月3日、AmebaFRESH!） - レギュラー
- リアル朝までゲーム（2016年11月21日 - 23日、AmebaFRESH!） - ゲスト

### ゲーム
- Android/iPhone/iPad向けソーシャルゲーム 軍神召喚†アークナイツ（2015年） - 声優出演（タケミカヅチ 役）

### ビデオクリップ
- すきすきキスゴン＆井上あずみ「すきすきキスゴン モリモリたべて！ジャカジャカあそぼう!!」（2004年8月25日、BMG JAPAN）
- 子どもゆめ基金 マナービデオ「きみならドッチ？」（2007年、文部科学省）
- 放送分野におけるメディアリテラシー（2010年、総務省）
- 中学生・高校生向けICTメディアリテラシー教材「クリティカルシンキング、クリエイティビティ、情報化社会への主体的参加」（2011年、総務省）
- コンプライアンスとは（全国共済農業協同組合連合会）

### CM
- 協和「オリビア防犯ランドセル」（2004年1月 - 2005年3月）
- 沖縄食糧「カルライナス」（2004年）
- 花王 インフォマーシャル（2006年）
- SEIYU 夏ギフト「おおむね15」篇[7]（2010年6月 - 8月）
- SEIYU 冬ギフト「いきなり50」篇、「ぞくぞく15」篇（2010年11月 - 2011年1月）
- 東進ハイスクール統一テスト（2013年9月）[1]